# ハインボッケル
ハインボッケル (ドイツ語: Heinbockel) は、ドイツ連邦共和国ニーダーザクセン州のシュターデ郡に属す町村（以下、本項では便宜上「町」と記述する）で、オルデンドルフを本部とするザムトゲマインデ・オルデンドルフ＝ヒンメルプフォルテンを構成する自治体の一つである。

## 地理

### 自治体の構成
この町はハインボッケルとハーゲナーの2つの地区からなる。

## 行政

### 議会
ハインボッケルの町議会は11議席からなる。

### 紋章
この町は1948年に紋章を制定し、1949年2月2日にニーダーザクセン州内務省の認可を得た。
図柄: 金の壷が描かれた緑地の基部の上は、金地に黒い石塚。
この紋章には、町内にある良好に保存された石室が描かれている。壷は、先史時代の出土品であり、町内の古い入植地を示すものである。

## 文化と見所
この地域ではよく知られたディスコ、ムジークラーデン・ハインボッケルも特筆に値する。ここは金曜日の夜になると近隣の若者達が集まる場所になっている。

## 経済と社会資本

### 経済
主要な企業としては、ハーゲナーにある地下工事企業のHMH（ヘルムート・マイヤー・ハーゲナー）と農業機械販売の NEWTEC である。

### 交通
郡道57号線がこの町と、北は連邦道B73号線と南は連邦道B74号線とを結んでいる。この2つの連邦道はシュターデで合流し、ハンブルク方面に接続する。西のオルデンドルフ方面へ郡道72号線が走っている。

## 引用
1. ↑  Landesamt für Statistik Niedersachsen, LSN-Online Regionaldatenbank, Tabelle A100001G: Fortschreibung des Bevölkerungsstandes, Stand 31. Dezember 2023